# Jolanta Januchta
Jolanta Januchta (Polonia, 16 de enero de 1955) es una atleta polaca retirada especializada en la prueba de 800 m, en la que consiguió ser medallista de bronce europea en pista cubierta en 1982.

## Carrera deportiva
En el Campeonato Europeo de Atletismo en Pista Cubierta de 1982 ganó la medalla de bronce en los 800 metros, con un tiempo de 2:01.24 segundos, tras la rumana Doina Melinte (oro con 2:00.39 segundos que fue récord de los campeonatos) y la alemana Martina Steuk.